# Vlastimil Macháček
Vlastimil Macháček (24. května 1908 Česká Třebová – 25. dubna 1942 Lamanšský průliv) byl český pilot Royal Air Force a oběť druhé světové války.

## Život

### Před druhou světovou válkou
Vlastimil Macháček se anrodil 24. května 1908 v České Třebové v rodině drážního inspektora. Jeho otec byl v roce 1911 přeložen do Prahy a tam se za ním přestěhovala celá rodina. Vychodil měšťanskou školu a na průmyslové škole se vyučil pro firmu Českomoravská-Kolben-Daněk, kde byl poté i krátce zaměstnán. Během prezenční vojenské služby se rozhodl v armádní službě zůstat a přihlásil se k letectvu. V roce 1927 započal studium ve škole pro letecký dorost v Prostějově, které zdárně v roce 1929 dokončil. Následně sloužil u Leteckého pluku 1 v Praze jako stíhací pilot. V roce 1931 absolvoval kurz nočního létání. Dosáhl hodnosti četaře.

### Druhá světová válka
Po německé okupaci v březnu 1939 opustil Vlastimil Macháček ilegálně Protektorát Čechy a Morava a odešel do Polska, kde se přihlásil do zde vznikající československé zahraniční jednotky. Po pádu Polska v září 1939 byl internován sovětskou armádou. Po propuštění z internace se přes Turecko, Sýrii dostal do Egypta, odkud okolo jižního cípu Afriky odplul do Spojeného království, kam dorazil v červenci 1941. Zde vstoupil do Royal Air Force a absolvoval výcvik na britských strojích. Dne 3. března 1942 byl zařazen do 1. noční stíhací perutě. Absolvoval tři operační lety, čtvrtý se mu stal osudným. Jeho úkolem byla hlídka na francouzským Brétigny. Není známo co se jemu a jeho stroji Hawker Hurricane Mk.IIC BE573 dne 25. dubna 1942 na kanálem La Manche přesně stalo. Moře tělo Vlastimila Macháčka nevyplavilo. Dosáhl hodnosti praporčíka.

## Ocenění in memoriam

### Vyznamenání
- Československý válečný kříž 1939
- Kříž za chrabrost (Polsko)

### Další cenění
- V roce 1991 byl Vlastimil Macháček in memoriam povýšen do hodnosti plukovníka